# Don't Lose Touch
"Don't Lose Touch" is de vierde single van de Amerikaanse punkband Against Me! Het is de eerste single van het album Searching for a Former Clarity uit 2005. Net zoals "From Her Lips to God's Ears (The Energizer)", de tweede bijhorende single van het album, is de single uitgegeven op 12-inch vinyl met een remix-versie van het nummer op de A-kant en het originele nummer op de B-kant.

## Nummers
Kant A
1. "Don't Lose Touch" (Mouse on Mars remix) - 4:33

Kant B
1. "Don't Lose Touch" - 2:55

## Band
- Laura Jane Grace - gitaar, zang
- James Bowman - gitaar, achtergrondzang
- Andrew Seward - basgitaar, achtergrondzang
- Warren Oakes - drums